# Gwendolyn Midlo Hall
Gwendolyn Midlo Hall (Nueva Orleans, 27 de junio de 1929-Guanajuato, 29 de agosto de 2022) fue una historiadora estadounidense que se centró en la historia de la esclavitud en el Caribe, América Latina, Luisiana (Estados Unidos), África y la diáspora africana en las Américas. Al descubrir extensos documentos coloniales franceses y españoles relacionados con el comercio de esclavos en Luisiana, escribió Africans in Colonial Louisiana: The Development of Afro-Creole Culture in the Eighteenth Century (1992), estudió los orígenes étnicos de los africanos esclavizados traídos a Luisiana, así como el proceso de criollización, que creó nuevas culturas. Cambió la forma en que se investigan y enseñan varias disciplinas relacionadas, contribuyendo a la comprensión académica de los diversos orígenes de las culturas en todo el continente americano.
Además, creó una base de datos de registros que identifican y describen a más de 100.000 africanos esclavizados. Se ha convertido en un recurso principal para la investigación histórica y genealógica. Obtuvo reconocimiento en la academia[¿cuál?] y ha aparecido en el New York Times, People Magazine, ABC News, BBC y otros medios de comunicación por sus contribuciones a la erudición, la genealogía y la revaluación crítica de la historia de la esclavitud.
Hall también fue profesora emérita de Historia de América Latina y el Caribe en la Universidad Rutgers en Nueva Jersey, donde enseñó durante 25 años.

## Biografía

### Primeros años
Nació el 27 de junio de 1929 en Nueva Orleans, Luisiana, hija de Ethel y Herman L. Midlo, este último se desempeñaba como abogado laboral y de derechos civiles. Sus padres eran de ascendencia judía rusa y polaca. Fue influenciada por el activismo de su padre. En 1990, su madre fundó el Centro Ethel y Herman Midlo para Estudios de Nueva Orleans en la Universidad de Nueva Orleans, donde su padre había donado sus documentos.
Hall ha tenido una carrera marcada por el activismo político temprano, así como por la erudición académica. Después de la Segunda Guerra Mundial, a los 16 años en 1945, Hall ayudó a organizar y participó en el Consejo Juvenil de Nueva Orleans, un grupo comunitario interracial de acción directa, que alentó y ayudó al registro de votantes afroestadounidenses y desafió las leyes de segregación racial. En 1946 fue elegida miembro de la Junta Ejecutiva del Congreso de la Juventud Negra del Sur en la Legislatura de la Juventud del Sur en Columbia, Carolina del Sur. Había operado desde 1937 para terminar con los linchamientos, la discriminación racial, la segregación, y para lograr el derecho al voto para todos.
Hall ayudó a organizar Young Progressives, un movimiento juvenil y estudiantil interracial en la segregada Nueva Orleans que incluía estudiantes de la Universidad Tulane, Newcomb College y la Universidad Loyola (universidades para blancos) y de la Universidad de Dillard y la Universidad Xavier (universidades históricamente para negros). Participó activamente en la campaña presidencial de 1948 de Henry Wallace, el candidato del Partido Progresista, trabajando en Nueva Orleans, las zonas rurales de Luisiana y Georgia. También participó activamente en el Congreso de Derechos Civiles y la Conferencia Sureña para el Bienestar Humano.
Comenzando en el Sophie Newcomb College de la Universidad Tulane, Hall estudió historia. Después de años de activismo político y matrimonio, Hall completó algunos de sus estudios académicos fuera de los Estados Unidos, lo que le dio una visión más amplia a medida que adquiría fluidez en francés y español y podía usar archivos en otros países. Obtuvo una licenciatura en historia en el Mexico City College en 1962 y una maestría en historia latinoamericana, también en el Mexico City College entre 1963 y 1964.
Mientras era estudiante de doctorado en la Universidad de Míchigan, publicó un artículo en el que defendía el tratamiento médico para los adictos a la heroína: "Mechanisms for Exploiting the Black Community". Inspiró manifestaciones en las calles de Detroit. Organizó programas de tratamiento de mantenimiento con metadona tanto en Detroit como en Ann Arbor, Míchigan. La adopción de dicho tratamiento por parte de las principales ciudades ayudó a reducir el consumo de heroína y la tasa de criminalidad en el centro de la ciudad de Detroit y otros. Hall obtuvo un Ph.D. en historia latinoamericana en la Universidad de Míchigan en Ann Arbor, en 1970.

### Carrera
Hall y su esposo Harry Haywood se mudaron a la Ciudad de México, a principios de 1959, poco antes de que él fuera expulsado del Partido comunista por diferencias ideológicas. Hall completó su licenciatura y maestría en la Ciudad de México antes de regresar a los Estados Unidos en 1964. Entre 1953 y 1964, Hall colaboró con Haywood en un escrito independiente sobre aspectos teóricos de los derechos civiles y el movimiento de protesta negro en los Estados Unidos. Algunos de estos artículos fueron una publicación conjunta en varios números de Soulbook Magazine, que comenzó a publicarse en Berkeley, California en 1964. En 1966 comenzó sus estudios de posgrado para obtener su doctorado en la Universidad de Míchigan. La pareja se separó y ella crio sola a sus hijos después de 1964.
En 1965, mientras enseñaba a estudiantes negros en el Elizabeth City State College en Carolina del Norte, Hall los animó a organizar una resistencia armada contra el Ku Klux Klan y a oponerse a la intervención militar de Estados Unidos en Vietnam. Presidió el Comité de Defensa del líder de derechos civiles Robert F. Williams cuando fue extraditado de Míchigan a Monroe, Carolina del Norte en 1975. Durante la década de 1960 y principios de la de 1970, publicó varios ensayos influyentes en revistas afroamericanas. Hall fue despedida y puesta en la lista negra en 1965 por el Elizabeth City State College y el FBI debido a sus actividades.
Cuando se mudó a Míchigan, trabajó en Detroit entre 1965 y 1966, a menudo con Grace Lee Boggs, como secretaria. Tuvo que mantenerse un paso por delante del FBI que intentó hacer que la despidieran de dondequiera que trabajara. El FBI planeó el desalojo de Hall y sus dos hijos pequeños de tres apartamentos que alquiló en Míchigan durante su primer año: dos en Detroit y uno en Ann Arbor. Ella persistió en completar el trabajo del curso y su disertación para su doctorado, que fue publicado como Social Control in Slave Plantation Societies: A Comparison of St. Domingue and Cuba (1971) por Johns Hopkins University Press.
Después de completar su doctorado, comenzó como profesora asistente en la Universidad Rutgers en Nuevo Brunswick, Nueva Jersey donde avanzó a profesora titular en 1993. Enseñó historia del Caribe y América Latina, así como clases sobre la diáspora africana. La publicación en 1992 de Africans in Colonial Louisiana apoyó una revaluación de las contribuciones afroestadounidenses a la cultura de Luisiana y Estados Unidos. Descubrió importantes datos coloniales en los juzgados de la parroquia de Pointe Coupee, y también utilizó archivos nacionales y estatales en Francia, España y Texas. Al descubrir que los registros franceses y españoles tenían más detalles sobre los orígenes y las características individuales de los esclavos que los británicos y estadounidenses, desarrolló material importante sobre las culturas de los africanos en Luisiana, documentando a muchos individuos como parte de culturas étnicas específicas en la región africana. continente.
Trabajó durante 15 años (cinco años con asistentes de investigación), para desarrollar una base de datos de búsqueda sobre más de 100.000 esclavos identificados en registros históricos. Estos incluyeron africanos transportados a Luisiana en los siglos XVIII y XIX. El material fue publicado en un CD en 2000 por Louisiana State University Press y en línea en 2001 por ibiblio. La base de datos incluye detalles tales como el nombre del esclavo, sexo, edad, ocupación, enfermedades, relaciones familiares, origen étnico, lugar de origen, precios pagados por los dueños de esclavos, testimonios de esclavos y emancipaciones de esclavos.
Si bien es un trabajo académico influyente, su libro Africans in Colonial Louisiana también se ha hecho popular entre los músicos de jazz de Nueva Orleans. Sigue siendo apreciado por los afroestadounidenses y muchos blancos en Luisiana. Los músicos de jazz de Nueva Orleans se refieren a él como el "libro púrpura". Es un punto de partida importante para las personas que desean aprender más sobre la cultura afroestadounidense en Luisiana y en otros lugares.
En 2010, Hall aceptó un puesto como profesora de historia en la Universidad Estatal de Míchigan, donde dedicó la mayor parte de su tiempo a Biographies: The Atlantic Slave Database Network. Walter Hawthorne, Presidente del Departamento de Historia, es co-investigador principal de este proyecto. MATRIX proporciona la tecnología, el alojamiento y el almacenamiento. El proyecto fue inicialmente financiado por un contrato del Fondo Nacional para las Humanidades.
El trabajo de Hall se ha distinguido por su uso de archivos de idiomas originales en Francia y España, así como de registros en América Latina, proporcionando una amplia base para la comparación de la esclavitud en diferentes sociedades. Ha publicado internacionalmente en inglés, francés, español y portugués, y ha dictado conferencias internacionalmente en inglés, francés y español.
En 2021, Hall publicó una memoria, Haunted by Slavery: A Southern White Woman in the Freedom Struggle.

### Vida personal
En 1949, la familia de Hall la envió a París después de que la arrestaran por violar las leyes de segregación. Allí aprendió francés y estudió piano clásico. Se casó con el profesor de piano Michael Yuspeh, pero en 1955 la pareja se separó y luego se divorció. Su hijo mayor Leonid Avram Yuspeh nació en París en 1951, fruto de este matrimonio.
Posteriormente se casó en 1956 con Harry Haywood, un activista político, miembro del Partido Comunista de Estados Unidos y teórico de la autodeterminación de la nación afroestadounidense del sur profundo. De este matrimonio nacieron dos hijos: Haywood Hall y Rebecca Hall. 
Falleció el 29 de agosto de 2022 en Guanajuato, Guanajuato, México, donde vivía con su hijo, Haywood Hall, y su familia.

## Obras

### Documentos
Los documentos de Gwendolyn Midlo Hall (1939-1991) se encuentran en la Biblioteca Histórica de Bentley en la Universidad de Míchigan y los documentos posteriores asociados con su trabajo sobre los africanos en Luisiana se encuentran en el Centro de Investigación Amistad en la Universidad Tulane.
Los documentos de Harry Haywood se encuentran en la Biblioteca Histórica de Bentley y en la División de Manuscritos, Archivos y Libros Raros del Centro Schomburg para la Investigación de la Cultura Negra de la Biblioteca Pública de Nueva York.

### Libros
- Social Control in Slave Plantation Societies: A Comparison of St. Domingue and Cuba (Baltimore, MD: Johns Hopkins Press, 1971).
- Africans in Colonial Louisiana: The Development of Afro-Creole Culture in the Eighteenth Century (Baton Rouge, LA: Louisiana State University Press, 1992) (Esto ganó nueve premios de libros, incluido el Premio John Hope Franklin de la Asociación de Estudios Estadounidenses).
- Love, War, and the 96th Engineers (Colored): The New Guinea Diaries of Captain Hyman Samuelson during World War II (editor; University of Illinois Press, 1995).
- Louisiana Slave Database y Louisiana Free Database 1719–1820, en Hall, Databases for the Study of Afro-Louisiana History and Genealogy, Publicación en disco compacto (Louisiana State University Press, 2000).
- Slavery and African Ethnicities in the Americas: Restoring the Links (Chapel Hill: University of North Carolina Press, 2005).
- "Escravidão e etnias africanas nas Américas: Restaurando os elos". (Editora Vozes Limitada, Brasil, 8 de noviembre de 2017).
- A Black Communist in the Freedom Struggle: The Life of Harry Haywood (editor; Minneapolis: University of Minnesota Press, 2012).
- Haunted by Slavery: A Memoir of a Southern White Woman in the Freedom Struggle (Chicago: Haymarket Books, 2021).

### Artículos
- "Negro Slaves in the Americas", Freedomways, vol. 4, núm. 3, verano de 1964, págs. 296–327.
- "Detroit's Moment of Truth", Freedomways, vol. 7, núm. 1, otoño de 1967.
- "St. Malcolm and the Black Revolutionist", Negro Digest, noviembre de 1967.
- "Black Resistance in colonial Haiti", Negro Digest, febrero de 1968.
- "Race and Class in Brazil", Freedomways, vol. 8, núm. 1 (invierno de 1968).
- "The Myth of Benevolent Spanish Slave Laws", Negro Digest, marzo de 1969.
- "Africans in the Americas", Negro Digest, marzo de 1969.
- "Rural, Black College", Negro Digest, marzo de 1969.
- "Junkie Myths", The Black Liberator, julio de 1969.
- "Mechanisms for Exploiting the Black Community", Partes 1 y 2, Negro Digest, octubre y noviembre de 1969.
- "What Toussaint L'Ouverture Can Teach Us", Black World, febrero de 1972.

## Premios y Honores
- Premio John Hope Franklin de la Asociación de Estudios Estadounidenses (1993)[2]
- Premio del Centro Myers para el Estudio de los Derechos Humanos (19939[2]
- Orden de las Artes y las Letras, elegida por la Asamblea Nacional de Francia (1997)[2]
- Beca Guggenheim (1996)[2]
- Fondo Nacional de Humanidades "We the People Fellowship" (2006-07)[2]
- Premio al Servicio Distinguido de la Organización de Historiadores Estadounidenses (2004)[2]

## Reconocimientos
En 2020, fue incluida dentro del proyecto “Mujeres Investigadoras en los Archivos Estatales (1900-1970)” para la descripción archivística y creación de un micrositio específico en el Portal de Archivos Españoles (PARES), desarrollado entre 2020-2023. Este proyecto ha sido impulsado por la Subdirección General de Archivos Estatales, con el objetivo visibilizar la labor de investigación realizada en España por las mujeres en el intervalo 1900-1970 partiendo de los registros documentales que se conservan en los Archivos de Gestión de los AAEE del Ministerio de Cultura (el Archivo Histórico Nacional, el Archivo de la Corona de Aragón, el Archivo General de Simancas, el Archivo General de Indias, el Archivo de la Real Chancillería de Valladolid, el Archivo General de la Administración y el Centro de Información Documental de Archivos).

## Otras lecturas
- Amy Wold, "Registros judiciales revelan un tesoro de datos sobre la esclavitud (enlace roto disponible en Internet Archive; véase el historial, la primera versión y la última).", The Advocate, 18 de febrero de 2001.
- Erin Hayes, "Rescuing Louisiana Pasts: Research Yields Treasure Trove of Data on Slaves", ABC News, 30 de julio de 2000.
- David Firestone, "Identidad restaurada a 100.000 esclavos de Luisiana", The New York Times.
- Jeffrey Ghannam, "Reparando el pasado", American Bar Association Journal, noviembre de 2000.
- "Congreso de Jóvenes Negros del Sur (1937-1949)", BlackPast.org.
- Ned Sublette, "Entrevista con Gwendolyn Midlo Hall", Afropop Worldwide, 2005.
- Rediscovering America: Thirty-Five Years of the National Endowment for the Humanities, pag. 19 ISBN 0-942310-02-0.
- Reps. Mayor R. Owens (D–NY), "Reconociendo la Historia Compartida de la Esclavitud de Francia y los Estados Unidos", Registro del Congreso, Actas y Debates del 109º Congreso, Segunda Sesión, 10 de mayo de 2006.